# Barbara Kowalska
Barbara Kowalska-Moore – polska wokalistka jazzowa.

## Kariera muzyczna
Debiutowała w rodzinnym Lublinie, m.in. jako wokalistka zespołu Minstrele, skąd w 1970 roku trafiła do Filipinek, a po rozpadzie zespołu na kilka lat porzuciła estradę. Powrót nastąpił w 1974 roku za sprawą Czesława Adamowicza, lidera eksportowego zespołu Sekwens z którym wokalistka nagrała kilka utworów w Polskim Radiu Gdańsk. W 1977 roku zdobyła wyróżnienie w konkursie organizowanym w ramach Spotkań Wokalistów Jazzowych w Lublinie, rok później nagrodę na Bałtyckim Festiwalu Piosenki w Karlshamn (Szwecja). W tym okresie prowadziła własny kwartet i śpiewała z zespołem Baszta. W 1979 roku przeniosła się do Warszawy, gdzie w niecały rok później zdobyła główną nagrodę indywidualną na festiwalu Złota Tarka i wyróżnienie za występ w koncercie Interpretacje w ramach XIX Krajowy Festiwal Piosenki Polskiej Opole'81. Na przełomie lat 70. i 80. współpracowała z Andrzejem Rosiewiczem, z zespołem Flash Band (początkowo przejął schedę po zespole Bumerang i pod tą nazwą i w tym samym składzie osobowym występował) z którym dokonała nagrań radiowych (m.in. Tu jest świat), a następnie z formacją Goleń Express.
W 1982 roku wyemigrowała do Stanów Zjednoczonych, gdzie nagrała trzy albumy i występuje do dzisiaj. Współpracowała z czołówką polskich jazzmanów, m.in. z zespołem Sami Swoi oraz z Michałem Urbaniakiem (album Basia Moore Sings Michael Urbaniak z 1993), zaś po wyjeździe z kraju z pianistami – Robertem Ariesem, Jeremym Wahlemczy, Rave Tesarem (album Gratitude z 2013) czy z siedmiokrotnym laureatem nagrody Grammy, wokalistą jazzowym Markiem Murphym (album Gratitude z 2013). Wokalistka wystąpiła na prestiżowych nowojorskich scenach The Triad Theatre (Off-Broadway) oraz Don’t Tell Mama.

## Dyskografia

### Albumy
- 1988: Infinity
- 1993: Basia Moore Sings Michael Urbaniak – One to One
- 2013: Gratitude